# 小日向
小日向（日语：／ Kohinata */?）是東京都文京區的町名。下分小日向一丁目至小日向四丁目。2013年8月1日為止的居住
人口有7,344人。郵遞區號為112-0006。

## 地理
位在稱作小日向台的台地，町內多坂（斜坡），有「切支丹坂」、「藥罐（やかん）坂」等江戶時期留存下來的坂名。為寧靜的住宅區，石川啄木、安部公房、橫溝正史等人的舊居座落此地。

### 名稱
- 過去，因為在茗荷谷町附近，地形優美，有「茗溪」（めいけい）的美稱。現在依然可看見以「茗溪」命名的設施。

### 地價
根據2014年（平成26年）1月1日的公告地價，小日向2-28-16的住宅地價為58萬3000日圓/m2。

## 歷史
由第六天町、茗荷谷町、小日向水道町、小日向台町、三軒町、清水谷町等合併成立。

### 地名由來
小日向的地名記載於1559年（永祿2年）的文獻中。本為鶴高日向的領地，斷絕後稱為「古日向」。

## 設施
- 東京地下鐵丸之內線茗荷谷站
- 拓殖大學文京校區
- 貞靜學園短期大學

切支丹屋敷跡

- 文京區立小日向台町小學校（日语：文京区立小日向台町小学校）
- 傳明寺（日语：伝明寺 (文京区)）
- 林泉寺（日语：林泉寺 (文京区)）

## 備註
1. ↑  『角川日本地名大辞典 13　東京都』、角川書店、1991年再版、PP989-990
2. ↑  .   [2013-08-06]. （原始内容存档于2013-05-13）.

## 外部連結
- 文京區役所網站 （页面存档备份，存于）